# Angelita Detudamo
Angelita Detudamo (ur. 31 stycznia 1986 w Denigomodu) – nauruańska tenisistka, reprezentantka Oceanii w Pucharze Federacji.

## Kariera zawodowa
Detudamo nigdy nie uczestniczyła w rozgrywkach ITF oraz WTA. W kwietniu 2004 roku razem z drużyną łączącą kraje zamieszkujące Oceanię brała udział w trzech deblowych konfrontacjach w ramach Pucharu Federacji. Z partnerką przegrały pierwszy mecz z reprezentantkami Kazachstanu, natomiast pozostałe dwa spotkania (z Turkmenistanem i Syrią) kończyły zwycięsko.

### Osiągnięcia juniorskie
Jako juniorka brała udział w latach 2001–2004 w turniejach mistrzowskich otwartych i zamkniętych zarówno w deblu jak i w singlu, lecz nigdy nie osiągała wyniku lepszego niż druga runda. W rankingach gry pojedynczej i podwójnej klasyfikowana była w dziewiątej setce.